# Адамівка (Ковельський район)
Ада́мівка — село в Україні, у Забродівській сільській громаді Ковельського району Волинської області. Населення становить 282 осіб.

## Історія
У 1906 році село Хотешівської волості Ковельського повіту Волинської губернії. Відстань від повітового міста 46 верст, від волості 10. Дворів 16, мешканців 111.
До 9 жовтня 2016 року село підпорядковувалось Поступельській сільській раді Ратнівського району Волинської області.
19 липня 2020 року, в результаті адміністративно-територіальної реформи та ліквідації Ратнівського району, село увійшло до новоутвореного Ковельського району.

## Населення
Згідно з переписом УРСР 1989 року чисельність наявного населення села становила 322 особи, з яких 153 чоловіки та 169 жінок.
За переписом населення України 2001 року в селі мешкало 279 осіб.

### Мова
Розподіл населення за рідною мовою за даними перепису 2001 року:
| Мова       | Відсоток |
| ---------- | -------- |
| українська | 99,65 %  |
| російська  | 0,35 %   |